# Armée de la conquête
L'Armée de la Conquête (en arabe جيش الفتح, Jaish al Fatah) était une chambre d'opérations militaires formée le 24 mars 2015 pendant la guerre civile syrienne et active jusqu'en 2017. Elle rassemblait la majorité des factions rebelles islamistes syriennes de la poche d'Idlib, c'est-à-dire tout le gouvernorat d'Idleb et certaines parties des gouvernorats de Hama, de Lattaquié et d'Alep.

## Actions

Situation dans le gouvernorat d'Idleb le 5 juillet 2015 après les offensives rebelles.

L'armée de la conquête est créée le 24 mars 2015, avec pour but de chasser les forces loyalistes d'Idlib et du gouvernorat du même nom.
L'Armée de conquête prend la ville d'Idleb le 28 mars 2015, quatre jours après sa formation. Durant la bataille de Jisr al-Choghour, l'armée a prend le contrôle de la ville en seulement trois jours, le 25 avril 2015,. Après sa victoire, elle vise le port de Lattaquié et continuent d'avancer dans le gouvernorat d'Idleb, mais fait face à de rudes bombardements du régime. 
Mais le matin du 27 avril, les rebelles s'emparent du camp militaire d'al-Qarlmid ou Maamal al-Karmid (la fabrique de brique) près de la ville d'Ariha. Selon l'OSDH, les affrontements ont fait au moins 15 morts chez les loyalistes, et huit tués du côté des rebelles, dont deux kamikazes. Trois chars du régime ont également été détruits lors des affrontements, sept autres sont capturés par les rebelles, ainsi que six canons. En réponse, des hélicoptères du régime larguent une dizaine de barils d'explosifs sur le camp.
Le 19 mai, après deux jours de combats, l'Armée de la conquête s'empare du camp militaire d'Al-Mastouma, la plus grande base du régime dans la région d'Idleb,,,. Au moins 16 rebelles y sont tués selon l'OSDH. Les loyalistes se replient sur la ville d'Ariha, à sept kilomètres au sud et à l'aéroport militaire d'Abou Douhour, à une cinquantaine de kilomètres à l'est.
Le 28 mai, l'Armée de la conquête attaque Ariha, mais les forces de l'armée syrienne et du Hezbollah battent rapidement en retraite et après seulement trois heures de combats, la ville est prise à son tour,,. Selon l'OSDH, 18 soldats et miliciens loyalistes sont tués au combat et 13 autres sont capturés et exécutés. Les rebelles tiennent alors la quasi-totalité du gouvernorat d'Idleb.
Le 6 juin, les rebelles prennent une dizaine de villages situés sur la route d'Ariha à Lattaquié, ainsi que le barrage de Maassara, le plus important encore tenu par le régime dans le gouvernorat d'Idleb. Selon l'OSDH, au moins 13 rebelles et 32 loyalistes sont tués dans ces combats. L'armée de la conquête parvient donc, un peu plus de deux mois après sa formation, à chasser pratiquement totalement les forces loyalistes du gouvernorat d'Idlib.
Elle prend part également à la Bataille d'Alep.
Selon Luc Mathieu, journaliste de Libération : « À la différence de précédentes tentatives au sein de la rébellion, ces groupes n’ont pas formé une véritable alliance dotée d’un nouveau commandement. Ils se sont seulement regroupés au sein de « chambres d’opérations » locales, où chacun est représenté, et qui permettent de coordonner les assauts ».

## Composants
- Front al-Nosra, puis Front Fatah al-Cham jusqu'au 28 janvier 2017 ;
- Ahrar al-Cham ;
- Jound al-Aqsa, jusqu'au 23 octobre 2015 ;
- Liwa al-Haq jusqu'au 28 janvier 2017 ;
- Jaych al-Sunna jusqu'au 28 janvier 2017 ;
- Ajnad al-Cham ;
- Faylaq al-Cham, jusqu'au 3 janvier 2016 ;
- Le Parti islamique du Turkestan, à partir de mai 2016 ;
- Harakat Nour al-Din al-Zenki, du 23 septembre 2016 au 28 janvier 2017 ;
- Suqour al-Cham, du 27 septembre 2016 jusqu'au 25 janvier 2017.

L'Armée de la conquête compte environ 30 000  à   40 000 hommes,,. Ahrar al-Cham et le Front Fatah al-Cham, sont les deux groupes dominants. 
Thomas Pierret, maître de conférences à l'Université d'Edimbourg et spécialiste de la Syrie explique que les combattants « d'Al-Qaeda sont plus visibles, parce qu'ils commettent des attentats-suicide et qu'ils sont beaucoup plus forts sur le plan médiatique ». 
Le Parti islamique du Turkestan intègre l'Armée de la conquête au début du mois de mai 2016. Puis le Harakat Nour al-Din al-Zenki rallie à son tour la chambre d'opération le 23 septembre 2016,,, suivi par Suqour al-Cham le 27 septembre, groupe qui avait fait défection d'Ahrar al-Cham quelques jours plus tôt.

## Dissolution
Le 23 octobre 2015, Jound al-Aqsa annonce qu'il se retire de l'Armée de la conquête, il dénonce certains groupes qui la composent et les qualifie de « salafistes modérés »,. Ce groupe est en effet proche de l'État Islamique.
Le 3 janvier 2016, Faylaq al-Cham se retire à son tour, mais sans faire état de tensions avec les autres groupes, et annonce qu'elle se redéploie à Alep en raison de la progression des forces loyalistes sur ce front.
En 2015 et 2016, le Front al-Nosra, renommé Front Fatah al-Cham, étant le groupe le plus puissant de la région avec Ahrar al-Cham, avait ouvert à plusieurs reprises des discussions avec ce dernier, dans le but d'opérer une fusion entre les deux mouvements, ce qui aurait créé un groupe véritablement hégémonique dans la poche rebelle. Mais elles s'étaient achevées sans résultat, décevant ainsi les espoirs du Front Fatah al-Cham de dominer la région par la diplomatie et les alliances.
Après leur défaite en décembre à la bataille d'Alep, de vives tensions opposent les groupes rebelles du nord de la Syrie. Selon le reporter du Figaro Georges Malbrunot, les djihadistes du Front Fatah al-Cham — l'ex-Front al-Nosra — blâment d'autres factions à cause de leurs échecs dans leurs tentatives pour briser le siège d'Alep : « Grâce à un noyautage, aussi patient qu'efficace, des états-majors de certains groupes rebelles par les services de renseignements syriens, épaulés par le GRU, Damas et ses alliés étaient au courant de la plupart des mouvements tactiques de leurs ennemis. Ce qui, après coup, a rendu furieux les djihadistes du Front Fatah al-Cham, qui coopéraient avec les autres rebelles d'Alep-Est pour survivre aux bombardements intensifs de l'aviation syrienne. Autre conséquence de cette opération d'infiltration, une très vive paranoïa s'est emparée depuis des mouvements rebelles défaits ».
Le 29 décembre 2016, un cessez-le-feu est conclu entre le régime et l'opposition par l'intermédiaire de la Russie, de l'Iran et de la Turquie ; et le 23 janvier 2017, une conférence de paix s'ouvre à Astana. Cependant le Front Fatah al-Cham fait part de sa vive opposition et condamne ces pourparlers qui sont selon lui une tentative visant à « détourner le cours de la révolution pour l'orienter vers une réconciliation avec le régime criminel » de Bachar el-Assad.
Exclu des pourparlers à cause de ses liens avec al-Qaïda et hostile à toute négociation, le Front Fatah al-Cham subit également à cette période une intensification des frappes aériennes de la coalition,. Il crie alors au complot et accuse plusieurs autres groupes d'avoir conclu un accord contre lui et d'être les complices des Américains,.
Les tensions montrèrent donc jusqu'à ce que les combats éclatent finalement entre le Front Fatah al-Cham et Ahrar al-Cham le 19 janvier 2017.
Ainsi, le 25 janvier 2017, le Suqour al-Cham se rallie à nouveau à Ahrar al-Cham,. Et, le 28 janvier 2017, le Front Fatah al-Cham, le Liwa al-Haq, le Jaych al-Sunna, et le Harakat Nour al-Din al-Zenki fusionnent pour former le Hayat Tahrir al-Cham.
L'armée de la conquête avait donc disparu de facto car la plupart des groupes armés qui la composaient avait dû prendre parti pour l'un des deux protagonistes des combats.

## Soutiens
L'Armée de la conquête est soutenue par l'Arabie saoudite, le Qatar et la Turquie. Avant la bataille d'Idleb, Ahrar al-Cham reçoit d'importantes livraisons d'armes via la Turquie, qu'il redistribue ensuite à d'autres groupes. Selon le chercheur Charles Lister, à l'été 2016, en pleine bataille d'Alep, l'alliance reçoit pour la première fois des armes de fabrication américaine.